# Élection présidentielle israélienne de 1951
L'élection présidentielle israélienne de 1951 se déroule le 19 novembre 1951 afin que les membres de la Knesset désignent le président de l'État d'Israël. Cette élection a lieu après les Élections législatives israéliennes de 1951 et la formation du nouveau gouvernement (le 3e gouvernement israélien). Le mandat du président est identique à celui de la Knesset, il a donc fallu procéder à un vote. Le président sortant, Chaim Weizmann, bien que malade, est candidat. Etant le seul candidat, un vote a quand même eu lieu, où le 1er président d'Israël a été réélu.

## Résultats
|                          | Chaim Weizmann           | Sionisme général         | 85      | 88,54   |  |  |  |  |
|                          | Contre Chaim Weizmann    | Contre Chaim Weizmann    | 11      | 11,46   |  |  |  |  |
|                          |                          |                          |         |         |  |  |  |  |
| Majorité requise         | Majorité requise         | Majorité requise         | 61 voix | 61 voix |  |  |  |  |
|                          |                          |                          |         |         |  |  |  |  |
| Votes valides            | Votes valides            | Votes valides            | 96      | 96,97   |  |  |  |  |
| Votes blancs et nuls     | Votes blancs et nuls     | Votes blancs et nuls     | 3       | 3,03    |  |  |  |  |
| Total                    | Total                    | Total                    | 99      | 100     |  |  |  |  |
| Abstentions              | Abstentions              | Abstentions              | 21      | 17,50   |  |  |  |  |
| Inscrits / participation | Inscrits / participation | Inscrits / participation | 120     | 82,50   |  |  |  |  |